# Bromus benekenii
Bromus benekenii là một loài thực vật có hoa trong họ Hòa thảo. Loài này được (Lange) Trimen mô tả khoa học đầu tiên năm 1872.